# Adoum Younousmi
Adoum Younousmi (ur. 1962) – Czadyjski polityk; pełnił obowiązki premiera w dniach 23–26 lutego 2007.
Po śmierci Pascala Yoadimnadji w Paryżu 23 lutego 2007, objął tymczasowo funkcję szefa rządu, do czasu wyboru nowego premiera. W gabinecie Yoadimnadjiego od sierpnia 2005 zajmował stanowisko ministra infrastruktury. Wcześniej był ministrem robót publicznych i transportu. 26 lutego 2007 nowym premierem został Delwa Kassiré Koumakoye.